# NGC 6641
NGC 6641 ist eine spiralförmige Radiogalaxie vom Hubble-Typ S im Sternbild Herkules am Nordsternhimmel. Sie ist schätzungsweise 193 Millionen Lichtjahre von der Milchstraße entfernt und hat einen Durchmesser von etwa 70.000 Lichtjahren. Vom Sonnensystem aus entfernt sich die Galaxie mit einer errechneten Radialgeschwindigkeit von näherungsweise 4.100 Kilometern pro Sekunde.
Sie ist ein Mitglied der 6 Galaxien umfassenden Lyons Groups of Galaxies LGG 421 um PGC 62097. Im selben Himmelsareal befinden sich unter anderem die Galaxien PGC 61907, PGC 61918, PGC 61945, PGC 61950.
Das Objekt wurde am 9. August 1866 von Truman Henry Safford entdeckt.